# Johan Eberhard Schantz

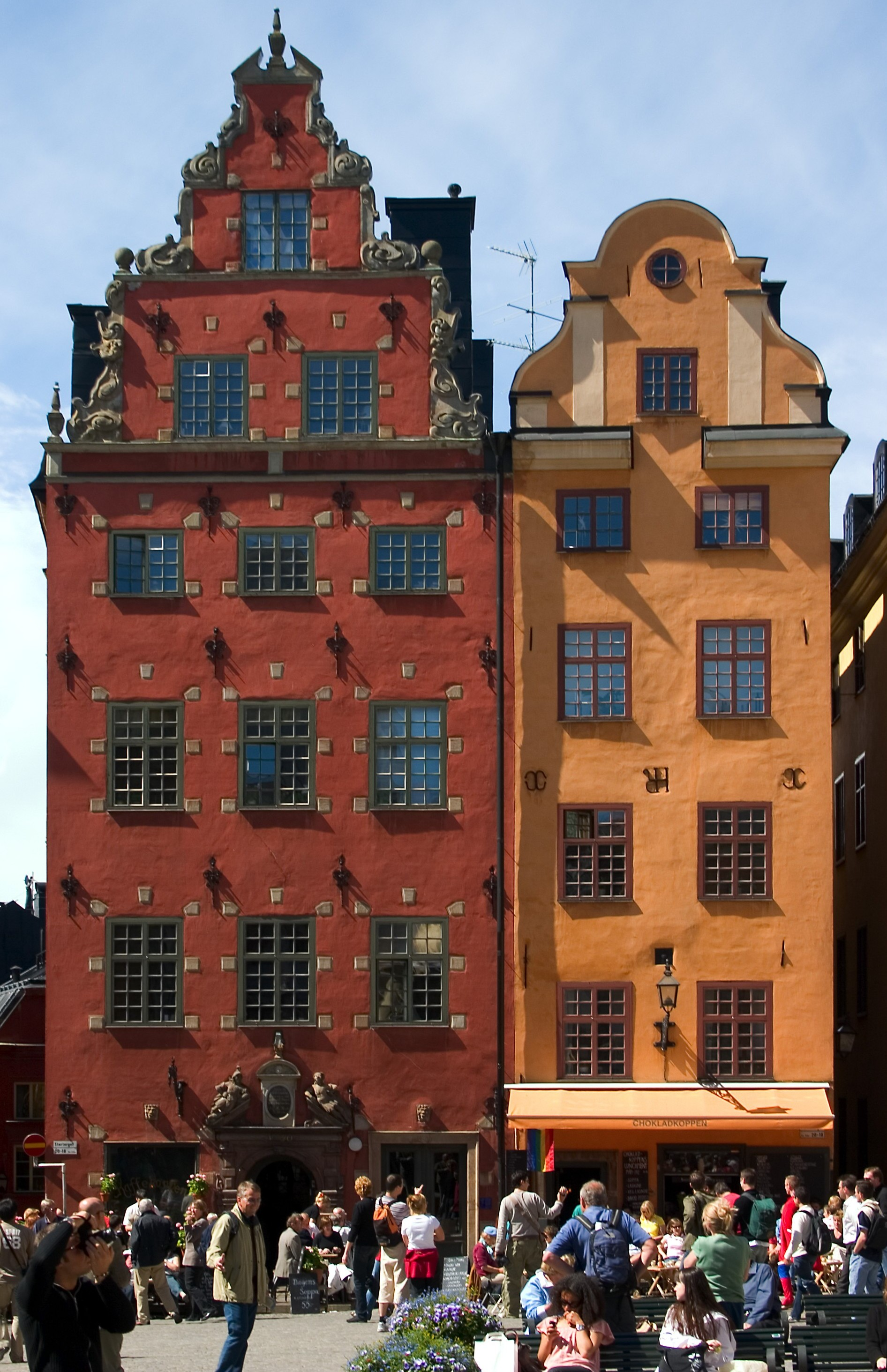
Schantzska huset till vänster

Johan Eberhard Schantz, född 1614 i Hessen-Kassel, död 14 november 1665 i Stockholm, sekreterare till kung Karl X Gustav.

## Biografi
Johan Eberhard Schantz föddes 1614 Hessen-Kassel. Han var son till Conrad Schantz på Grönberg. Schantz flyttade från Tyskland till Sverige på 1630-talet. Han blev 1640 kanslist för expeditionen för tyska ärenden vid Kungliga kansliet och senare sekreterare åt kung Karl X Gustav. Schantz avled 1665 i Stockholm och begravdes i Sankt Jacobs kyrka.
Johan Eberhard Schantz bodde i Schantzska huset vid Stortorget 20 i Gamla stan i Stockholm.[källa behövs]

### Familj
Han gifte sig den 13 augusti 1643 i Stockholm med Maria Davidsdotter Seyfritz (död 1661). Hon var dotter till körsnären Hans Seyfritz. De fick tillsammans barnen generalguvernementssekreteraren Johan David Schantz (1644–1698) i Skåne, Halland och Blekinge, sekreteraren Ludvig von Schantz (1649–1702), sekreteraren Fredrik von Schantz (1651–1697) och sekreteraren Christian von Schantz (1655–1702). Alla barnen adlades, en med namnet Schantz (nummer 1002), de övriga som von Schantz (nummer 1255).
Schantz gifte sig andra gången 14 januari 1662 i Stockholm med Elisabeth Pfeiff (1643–1729), svenska adliga ätten nummer 945. Hon var dotter till biskopen Johann Jacob Pfeiffius i Revals stift och Anna Grundel. Efter Schantz död gifte Pfeiff om sig med borgmästaren Anders Gerner.

#### Ättlingar
Kända ättlingar till Johan Eberhard Schantz är bruksägaren Eva Maria von Schantz i Sverige, amiralen Johan Eberhard von Schantz i Storfurstendömet Finland i Ryssland, marskalken Gustaf Mannerheim i Finland och konstnären Philip von Schantz i Sverige.